# Hrvati u Bugarskoj
Hrvati u Bugarskoj su hrvatska manjina u Bugarskoj.
Većina ih ne zna hrvatski jezik, kojeg još znaju jedino najstariji pripadnici te zajednice. 
Bugarski Hrvati se od autohtonih Bugara ne razlikuju ni po čemu. Nisu jakog gospodarskog statusa.

## Povijest
Povijesni zapisi govore u bugarskih Hrvatima još iz doba turske vlasti u Bugarskoj. 
Hrvatska je povijesna znanost zabilježila da su dubrovački trgovci odigrali veliku ulogu u okupljanju bugarskih rodobljuba u borbi za oslobođenje od turske vlasti. Dubrovčani su imali brojne i dobro organizirane kolonije po Bugarskoj te su bili vrlo važnim čimbenikom u bugarskoj trgovini u to doba. Slijedom toga su ostvarili veliki kulturno-politički utjecaj. Bugarski rodoljubi su se okupljali u tim dubrovačkim trgovačkim kolonijama (faktorijama).
Druga velika skupina su bili propagatori katoličke vjere u Bugarskoj u 17. i 18. st., a to su bili bosanski franjevci i rečeni dubrovački trgovci. Oni su osnivali i organizirali škole po Bugarskoj i bili su učiteljima u tim školama. Postigli su velike uspjehe, a osobito kod sekte pavlikana (pavlićana) koji su bili jedna od sredina gdje su djelovali. Bugarski povjesničar Ljubomir Miletič je naglasio da je u tome veliku ulogu imalo srodstvo bugarskog jezika s hrvatskim, osobito dubrovačko-dalmatinskim narječjem (Mnogo e pomagalo na tija franciskani srodstvoto na tehnija materin ezik-hrvatskije (poveče narečie dubrovniško-dalmatinsko) s našija ezik...). Jezik na kojem se održavalo školovanje, dopisivanje s Rimom i literatura je bila na hrvatskom, jer nije bilo domaćeg osoblja niti literature na bugarskom. Vremenom se od bugarskih učenika stvorila nova garnitura koja je školovanje polako prebacivala na bugarski, no to nije bilo odjednom, nego je postojao prijelaz, tako da su najstarije bugarske knjige katoličke propagande pisane mješavinom hrvatskog i bugarskog (Suštoto predislovie kakto i cjeloto sočinenie sledva na hrvatski ezik, ala taka smesen s blgarski konstrukcii...). Godine 1602. imenovanjem i posvećenjem za sredečkog biskupa Petar Zlojutrić je postao prvi katolički biskup u Bugarskoj.
Polovicom 17. st. nadbiskup Ohridske nadbiskupije je bio Rafael Levaković iz Hrvatske.
U 18. st. su Hrvati zabilježeni u Čumenu, Plovdivu i Sofiji.
U 19. st. ih je zabilježio i fra Grgo Martić 1858.
Hrvati su u Bugarsku doselili u nekoliko valova.
Najveći val je bio 1890-ih i 1900-ih, kad su došli u Bugarsku iz kosovskog sela Janjeva, u doba dok su i Bugarska i Kosovo bile dijelom Osmanskog Carstva.
Ponajviše potječu od trgovaca i zlatara iz Janjeva koji su 1900-ih otišli iz sela jer je bilo prenaseljeno, a gospodarsku budućnost su vidjeli u Bugarskoj, u Sofiji, jer je ondje za ono vrijeme bilo vrlo malo zlatara u odnosu na potrebe. 
Hrvati iz Janjeva i okolice doseljavali su se u bugarske velike gradove kao Sofiju, Plovdiv, Jambol i druge, gdje su bili zlatari ili trgovci jednostavnim nakitom. Ti su Hrvati hodili po tržištima, sajmima u gradovima i selima te prodavali umjetnička djela čime su izdržavali svoje višečlane obitelji. Bugarski Hrvati bili su uzorni katolici, održavali živu katoličku vjeru i za vrijeme krutog realsocijalizma u Bugarskoj. Osamdesetak je obitelji bilo u Sofiji 1945. godine, a drugi im je dom bila je tamošnja crkva svetoga Josipa. Veliki broj Hrvata bili su katolički redovnici i misionari. Tako danas u Bugarskoj djeluju isusovci iz hrvatske provincije, sestre milosrdnice iz hrvatske delegature, Milosrdne sestre sv. Križa iz Hrvatske provincije, a od 2002. i hrvatski karmelićani, koji danas drže kuću i crkvu sv. Franje u kojoj je djelovao papa Ivan XXIII. Ti redovnici pišu djela na bugarskom jeziku, ali povremeno održavaju i mise na hrvatskom. Zanimljivost je i da su hrvatski kapucini odbili preuzeti voditi katedralu sv. Josipa u Sofiji nakon što je pao komunizam. Danas tu katedralu vode Poljaci.
Dolasci Hrvata u Bugarsku su bili i za vrijeme Kraljevine Jugoslavije, pa su tako janjevski Hrvati još 1930-ih odlazili u Bugarsku, kada po svjedočenjima otišlo 30-ak obitelji.
Doba komunističke vlasti je bilo lošim razdobljem po bugarske Hrvate. Tadašnji režim nastojao prikazati da je što manje Hrvata u Bugarskoj, a u tome ga je izričito pomagala jugokomunistička Jugoslavija. Dio te politike je bila i represija prema katoličkom svećenstvu (vidi članak na bugarskoj Wikipediji o sudskim procesima protiv katoličkog svećenstva u Bugarskoj). Obiteljima nije bilo dopušteno putovati u Hrvatsku. Nacionalni identitet je bugarskim Hrvatima bio uvelike rastakan, znanje hrvatskog jezika u potpunosti destimulirano tako da samo najstariji bugarski Hrvati znaju se služiti ponekim hrvatskim izrazom. S druge strane, šira hrvatska javnost je bila u potpunosti neinformirana o postojanju hrvatske nacionalne manjine u Bugarskoj. Osnovnoškolski i srednjoškolski udžbenici uopće nisu spominjali Hrvate u Bugarskoj niti ikakva kretanja Hrvata prema tim prostorima, a diplomatske službe su poricale postojanje Hrvata u Bugarskoj.
Katolička Crkva je bila jedini faktor koji je u to doba okupljao tamošnje Hrvate. Iako su Hrvati bili prostorno raspršeni, zahvaljujući promicanju povezivanja i solidarnosti, bugarski Hrvati su se nalazili na krštenjima, vjenčanjima i sl. događajima. 
Vremenom su se Hrvati miješali s drugima, ponajviše Bugarima. Osipanje je uslijedilo dolaskom komunizma.

## Kultura
Od 18. lipnja 2005. u Sofiji djeluje Udruženje Janjevo, Hrvatsko prosvjetno-kulturno društvo kojemu je zadaća okupljati tamošnje Hrvate, učiti ih hrvatskom jeziku i povezivati s Hrvatskom. 
Društvo ima oko 35 članova, organizira tečaje hrvatskog jezika i razne proslave, kulturne i prosvjetne programe.
Prema stanju od srpnja 2005., Hrvati u Bugarskoj nemaju nikakvih glasila niti televizijskih emisija na hrvatskom jeziku.
U Sofiji djeluje Hrvatsko-bugarsko društvo J. J. Strossmayer.
Bugarski parlament ima jaku prohrvatsku skupinu. Skupina bugarsko-hrvatskog prijateljstva brojem je jedna od najbrojnijih.

## Broj
Brojčani pokazatelji nisu jedinstveni jer razni izvori daju sasvim različite podatke. Brojke se kreću od nekoliko stotina do nekoliko tisuća Hrvata.
Različitost broja proizlazi i iz različite definicije. Hrvatsko veleposlanstvo daje podatke o osobama s hrvatskim državljanstvom odnosno onima koji su glasovali, a takvi su malobrojni. Time su isključeni brojni Hrvati koji jednostavno nisu u mogućnosti dokazati da su Hrvati zbog činjenice što u komunističko vrijeme nije postojala isprava u kojoj bi stajao podatak da su Hrvati. Danas je česti slučaj da među braćom i sestrama dio ima hrvatsko državljanstvo, a drugi ne, jer su odbijeni ili na čekanju.
Prema tvrdnjama starijih sofijskih Hrvata i hrvatskih karmelićana u Sofiji živi između 600 i 700 Hrvata.
Prema podatcima Državnog ureda za Hrvate izvan RH, u Bugarskoj je oko 1500 ljudi hrvatskog podrijetla.
Točnu bugarsku statistiku nije moguće doznati, jer država Bugarska zastupa ustavno načelo jedinstvene nacije pa ne priznaje svojim građanima nikakvo drugo etničko podrijetlo.

## Imenovano po Hrvatima
Ulice, trgovi, spomenici, ustanove imenovane po Hrvatima.
U širem središtu Sofije je vrlo prometna ulica Josipa Jurja Strossmayera.
Rujna 2006. u jednom od gradskih parkova podignut je spomenik Josipu Jurju Strossmayeru kao "velikom prijatelju bugarskog naroda".

## Znanost
13. lipnja 1995. god. Vlada Republike Hrvatske i Vlada Republike Bugarske potpisale su u Zagrebu Ugovor o kulturnoj, prosvjetnoj i znanstvenoj suradnji.
Sveučilište Svetog Klimenta Ohridskog, Sofija: Katedra za južnoslavenske jezike na kojoj se uz hrvatski izučavaju i slovenski i srpski jezik
Sveučilište Pajsije Hilandarski, Plovdiv: studij kroatistike.

## Poznati Hrvati u Bugarskoj
- o. Srećko Rimac, karmelićanin, tajnik Bugarske biskupske konferencije,
- Rafael Levaković, nadbiskup
- Fran Gundrum Oriovčanin, liječnik u Bugarskoj, i ona je ugrađena u njegovo prosvjetno i književno djelo; prijateljevao je s Ivanom Vazovom čije je djelo preveo na hrvatski, a knjiga Pod jarmom objavljena je u Križevcima 1898.[8]